# Géza Tóth
Géza Tóth (Sorokpolány, 25 de enero de 1932-Sorokpolány, 4 de octubre de 2011) fue un deportista húngaro que compitió en halterofilia. Participó en tres Juegos Olímpicos y se colgó la medalla de plata en la categoría de hasta 82,5 kg en los los Juegos Olímpicos de Tokio 1964.
hjasta 
Ganó ocho medallas en el Campeonato Mundial de Halterofilia entre los años 1961 y 1970, y siete medallas en el Campeonato Europeo de Halterofilia entre los años 1961 y 1970.

## Palmarés internacional
| Representando a Hungría |                           |                   |           |
| Juegos Olímpicos        |                           |                   |           |
| Año                     | Lugar                     | Medalla           | Categoría |
| 1964                    | Tokio (Japón)             | Medalla de plata  | 82,5 kg   |
| Campeonato Mundial      |                           |                   |           |
| Año                     | Lugar                     | Medalla           | Categoría |
| 1961                    | Viena (Austria)           | Medalla de plata  | 82,5 kg.  |
| 1962                    | Budapest (Hungría)        | Medalla de bronce | 82,5 kg.  |
| 1963                    | Estocolmo (Suecia)        | Medalla de bronce | 82,5 kg.  |
| 1964                    | Tokio (Japón)             | Medalla de plata  | 82,5 kg.  |
| 1965                    | Teherán (Irán)            | Medalla de bronce | 90 kg     |
| 1966                    | Berlín Oriental (RDA)     | Medalla de oro    | 90 kg     |
| 1969                    | Varsovia (Polonia)        | Medalla de bronce | 90 kg     |
| 1970                    | Columbus (Estados Unidos) | Medalla de bronce | 90 kg     |
| Campeonato Europeo      |                           |                   |           |
| Año                     | Lugar                     | Medalla           | Categoría |
| 1961                    | Viena (Austria)           | Medalla de plata  | 82,5 kg.  |
| 1962                    | Budapest (Hungría)        | Medalla de bronce | 82,5 kg.  |
| 1963                    | Estocolmo (Suecia)        | Medalla de bronce | 82,5 kg.  |
| 1964                    | Moscú (URSS)              | Medalla de oro    | 82,5 kg.  |
| 1966                    | Berlín Oriental (RDA)     | Medalla de oro    | 90 kg     |
| 1969                    | Varsovia (Polonia)        | Medalla de bronce | 90 kg     |